# Aerospace Valley
Aerospace Valley és una agrupació francesa d'empreses d'enginyeria aeroespacial i de centres de recerca. El clúster està situat a les regions d'Occitània i Aquitània, al sud-oest de França, i es concentra principalment a les ciutats de Bordeus i Tolosa i els seus voltants.
Les més de 500 empreses afiliades (entre les quals Airbus, Air France Industries i Dassault Aviation) són responsables d'uns 120.000 llocs de treball a les indústries de l'aviació i els vols espacials. A més, uns 8.500 investigadors treballen a les empreses i institucions afiliades ia les tres principals facultats d'enginyeria aeroespacial: ENAC, IPSA i SUPAERO.
L'objectiu declarat del clúster és crear entre 40.000 i 45.000 nous llocs de treball d'aquí al 2026. Des de la seva creació el 2005, el clúster ha engegat uns 220 projectes de recerca amb un pressupost total de 460 milions d'euros, inclosos 204 milions d'euros de finançament governamental.